# Clas Göran Söllgård
Clas Göran Söllgård, född 8 juni 1947 i Hemsjö församling, är en svensk skådespelare.
Söllgård studerade vid Statens scenskola i Malmö. 

## Filmografi (urval)
- 1985 – August Palms äventyr (TV-serie)
- 1996 – Den vita lejoninnan
- 2005 – Wallander – Innan frosten

## Teater

### Roller (ej komplett)
| År   | Roll  | Produktion                                                                                              | Regi                           | Teater                  |
| ---- | ----- | --- | ------------------------------ | ----------------------- |
| 1976 |       | Högsta vinsten (Der böse Geist Lumpacivagabundus) Johann Nestroy                                        | Ulf Gran                       | Teater Proteus          |
| 1980 |       | Som ni behagar (As you Like it) William Shakespeare                                                     | Torsten Sjöholm                | Malmö stadsteater       |
| 1981 |       | Den gråtande polisen - ett änglaspel Staffan Göthe                                                      | Claes Camnert                  | Malmö stadsteater       |
| 1984 |       | Har ni sett Butlern? (Pass the Butler) Eric Idle                                                        | Lennart Olsson                 | Malmö stadsteater       |
| 1985 | Tomas | Sommarkvällar på jorden Agneta Pleijel                                                                  | Urban Lindh                    | Malmö Stadsteater       |
| 1987 |       | Jaktscener från Nedre Bayern (Jagdszenen aus Niederbayern) Martin Sperr                                 | Magnus Bergquist               | Malmö stadsteater       |
| 1988 |       | Bröderna Lejonhjärta Astrid Lindgren                                                                    | Eva Sköld                      | Malmö stadsteater       |
| 1988 |       | Det enda rätta (The Real Thing) Tom Stoppard                                                            | Arne Strömgren                 | Malmö stadsteater       |
| 1989 |       | Trettondagsafton (Twelfth Night, or What You Will) William Shakespeare                                  | Otomar Krejča                  | Malmö stadsteater       |
| 1996 |       | Timmen när vi inte visste något om varandra (Die Stunde da wir nichts voneinander wussten) Peter Handke | Kim Brandstrup                 | Malmö Dramatiska Teater |
| 2004 |       | Utsikt från en bro (A view from the bridge) Arthur Miller                                               | Thomas Müller                  | Malmö Dramatiska Teater |
| 2007 |       | Demonernas port (羅生門, Rashōmon) Akutagawa Ryunosuke                                                  | Bogdan Szyber och Carina Reich | Malmö Dramatiska Teater |
| 2011 |       | Momo och kampen om tiden (Momo) Michael Ende                                                            | Frede Gulbrandsen(da)          | Malmö stadsteater       |